# Tour de Nuremberg féminin 2000
La 4e édition du Tour de Nuremberg féminin a lieu le 3 septembre 2000. Elle fait partie du calendrier UCI en catégorie 1.9.2. Elle est remportée par l'Allemande Regina Schleicher.

## Classements

### Classement final
| \| Classement général \| Classement général \| Classement général \| Classement général \| Classement général \| \| Coureur \| Coureur \| Pays \| Équipe \| Temps \| \| ------------------ \| ---------------------- \| ------------------ \| ------------------------------ \| ------------------ \| \| 1re \| Regina Schleicher \| Allemagne \| Alfa Lum-RSM \| 1 h 18 min 53 s \| \| 2e \| Tanja Schmidt-Hennes \| Allemagne \| Ondernemers van Nature \| + 0 s \| \| 3e \| Jacinta Coleman \| Nouvelle-Zélande \| Equipe Nürnberger Versicherung \| + 0 s \| \| 4e \| Anke Wichmann \| Allemagne \| \| + 0 s \| \| 5e \| Susanne Lange \| Allemagne \| \| + 0 s \| \| 6e \| Birgit Söllner \| Allemagne \| Equipe Nürnberger Versicherung \| + 0 s \| \| 7e \| Bettina Schöke \| Allemagne \| \| + 1 min 28 s \| \| 8e \| Angela Hennig \| Allemagne \| \| + 1 min 28 s \| \| 9e \| Andrea Purner-Koschier \| Autriche \| Autriche \| + 1 min 28 s \| \| 10e \| Kerstin Scheitle \| Allemagne \| Equipe Nürnberger Versicherung \| + 1 min 28 s \| |                        |                  |                                |                 |
| |                        |                  |                                |                 |
| |                        |                  |                                |                 |
| Classement général |                        |                  |                                |                 |
| Coureur | Coureur                | Pays             | Équipe                         | Temps           |
| 1re | Regina Schleicher      | Allemagne        | Alfa Lum-RSM                   | 1 h 18 min 53 s |
| 2e | Tanja Schmidt-Hennes   | Allemagne        | Ondernemers van Nature         | + 0 s           |
| 3e | Jacinta Coleman        | Nouvelle-Zélande | Equipe Nürnberger Versicherung | + 0 s           |
| 4e | Anke Wichmann          | Allemagne        |                                | + 0 s           |
| 5e | Susanne Lange          | Allemagne        |                                | + 0 s           |
| 6e | Birgit Söllner         | Allemagne        | Equipe Nürnberger Versicherung | + 0 s           |
| 7e | Bettina Schöke         | Allemagne        |                                | + 1 min 28 s    |
| 8e | Angela Hennig          | Allemagne        |                                | + 1 min 28 s    |
| 9e | Andrea Purner-Koschier | Autriche         | Autriche                       | + 1 min 28 s    |
| 10e | Kerstin Scheitle       | Allemagne        | Equipe Nürnberger Versicherung | + 1 min 28 s    |

Source.